# صواع (المخادر)

تعديل مصدري - تعديل

صواع محلة تابعة لقرية مسعود، التابعة لعزلة السحول بمديرية المخادر إحدى مديريات محافظة إب في الجمهورية اليمنية، بلغ تعداد سكانها 226 حسب تعداد اليمن لعام 2004.